# Bokovka (film)
Bokovka, anglicky Sideways, je americký hořce psychologicko-romantický film z roku 2004 režiséra Alexandra Payneho s Paulem Giamattim a Thomasem Hadenem Churchem v hlavní roli, jejich ženské protějšky si zde zahrály Virginia Madsen a Sandra Oh. Scénář k tomuto snímku vznikl na podkladě námětu ze stejnojmenné knihy Rexe Picketta, napsali jej Alexander Payne a Jim Taylor. Alexander Payne získal za režii tohoto snímku Zlatý glóbus, herečka Virginia Madsen byla za roli Mayi Randallové nominována na Zlatý glóbus a Oscara, herec Thomas Haden Church byl rovněž nominován na Zlatý glóbus i na Oscara.

## Děj
Snímek pojednává o týdnu společné dovolené, kdy si dva dávní spolužáci a zároveň i dva velcí kamarádi z vysoké školy (povahově ale jinak velmi značně rozdílní lidé) Miles Raymond a Jack Lopate, nyní už muži ve středním věku, vyrazí na společnou odpočinkovou cestu po jižní Kalifornii spojenou s ochutnáváním tamních vín, návštěvami některých místních vinic a hraním golfu. Oba muži kromě toho vyrážejí za milostnými dobrodružstvími, přestože Jack (druhořadý hollywoodský herec) se má přesně za týden ženit a jeho kamarád Miles (středoškolský učitel angličtiny, začínající spisovatel, milovník a znalec vína) se před dvěma lety rozvedl a svoji bývalou ženu stále ještě velmi miluje. Oba muži svým způsobem prožívají krizi svého středního věku, což se nakonec projevuje v průběhu celého týdne různými příhodami a nečekanými peripetiemi, kdy se Jack na pár hodin intimně sblíží s divokou servírkou z vinotéky (Sandra Oh) a nechce se poté vůbec oženit, po divokém rozchodu s ní si ihned namluví další číšnici, což skončí také velice rychle a špatně, zatímco nešťastný introvert Miles se seznámí se sympatickou mladou ženou Mayou. Snímek nakonec přesto skončí Jackovou plánovanou svatbou a Milesovým novým vztahem k nové ženě – servírce a vysokoškolačce Maye (Virginia Madsen).

## Hrají
- Paul Giamatti - Miles Raymond
- Thomas Haden Church - Jack Lopate
- Virginia Madsen - Maya Randall
- Sandra Oh - Stephanie

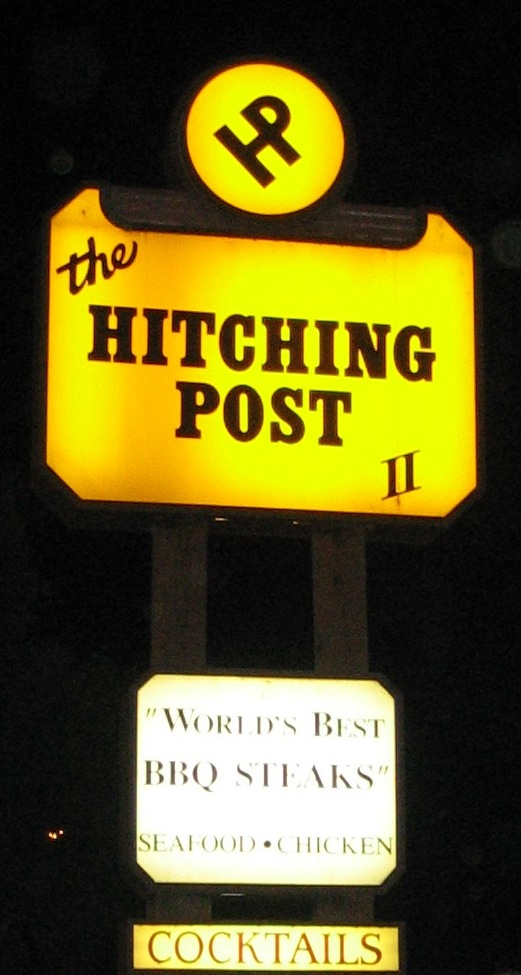
Hitching Post II., restaurace v Buelltonu, kde se Miles a Jack poprvé setkali s Mayou.

- Marylouise Burke - Phyllis Raymond
- Jessica Hecht - Victoria
- Stephanie Faracy - Stephanie's Mother
- Missy Doty - Cammi
- M.C. Gainey - Cammi's Husband
- Alysia Reiner - Christine Erganian
- Shake Tukhmanyan - Mrs. Erganian
- Shaun Duke - Mike Erganian